# مسجد دربند
مسجد دربند هو مسجد تاريخي يعود إلى عصر الدولة الإلخانية، ويقع في أردستان.